# Emilio Insolera
Emilio Insolera es un actor y productor italiano-estadounidense nacido en Argentina, conocido por la película Sign Gene: los primeros superhéroes sordos.

## Infancia y adolescencia
Insolera nació sordo de padres sordos italianos en Buenos Aires, Argentina y se crio en Italia y en los Estados Unidos. Como becario Fulbright y Roberto Wirth, recibió su licenciatura en Lingüística y Cine de la Universidad Gallaudet, Washington D. C., la única universidad de artes liberales para sordos del mundo, y su maestría en Comunicación de Masas con summa cum laude de la Universidad de Roma La Sapienza . Insolera habla y lee los labios con fluidez a pesar de que la lengua de señas es su lengua materna. Tiene un hermano mayor, Humberto, también sordo. Al completar sus estudios, Insolera se estableció en la ciudad de Nueva York y trabajó para MTV, Time Out New York y ELLE .

## Carrera

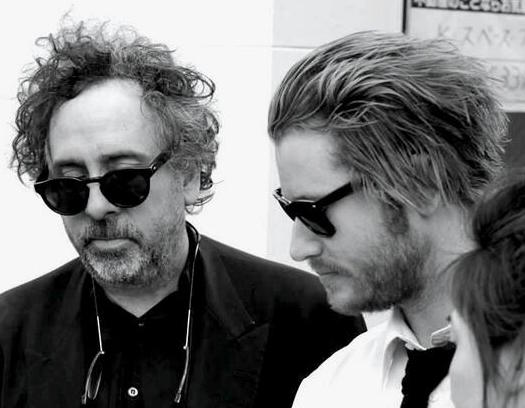
Tim Burton y Emilio Insolera en Tokio

Insolera escribió, dirigió y produjo el largometraje de superhéroes 'Sign Gene: los primeros superhéroes sordos . La película, filmada entre Japón, EE. UU. e Italia, se centra en los superhéroes sordos que tienen la capacidad de crear poderes sobrehumanos mediante el uso de la lengua de señas. Los personajes están bendecidos con poderes arcanos "como al señar la pistola con los dedos, las manos realmente se metamorfosean en pistolas, disparando balas y fuego; o donde  aquellos, al signar la palabra 'cerrar', de poder cerrar las puertas a voluntad ".
La película tuvo su estreno mundial el 8 de septiembre de 2017 en Milán, fue estrenada en los cines por los Cines UCI el 14 de septiembre de 2017, tuvo su debut en Estados Unidos el 13 de abril de 2018 y fue lanzado en Japón el 14 de septiembre de 2018. La película también se presentó en el pabellón italiano, Hôtel Barrière Le Majestic, durante el 71.er Festival de Cine de Cannes .
Sign Gene: los primeros superhéroes sordos recibió críticas positivas de los críticos. En Los Angeles Times, Michael Rechtshaffen describe la "voz cinematográfica única y fresca" como un "popurrí de ritmo rápido de material de archivo combinado con lenguaje de señas y secuencias de acción estroboscópica realizadas por un elenco sordo, efectos de video que simulan material de película granulada y estridente y esa mezcla de sonido envolvente antes mencionada, con un resultado final que resulta tan tremendamente inventivo como potenciador ". En Avvenire dice que la película "gustará principalmente a la generación más joven acostumbrada al lenguaje rápido y psicodélico de los videojuegos o las caricaturas japonesas".
Insolera apareció en la portada de la edición de noviembre de 2018 de Tokio Weekender tomada por la fotógrafa mundialmente conocida Leslie Kee.
Durante el mismo mes, Insolera apareció en el póster principal de la exposición fotográfica del 20 aniversario de Leslie Kee "WE ARE LOVE" en Tokio.
En enero, Insolera apareció en una historia de moda de trece páginas completas sobre Vanity Fair Italia con Carola Insolera tomada por Rosi Di Stefano.
A partir de enero de 2019, Insolera colabora con Striscia la notizia, un programa de televisión satírico italiano en el Canale 5 controlado por Mediaset en la producción de varios programas. Striscia la notizia fue clasificada como el programa de televisión más visto de la temporada de primavera 2019 por Auditel.
En septiembre de 2019, se anunció que Insolera se había unido a la película de espionaje Agentes 355 de Simon Kinberg  junto a Jessica Chastain, Penélope Cruz, Diane Kruger, Lupita Nyong'o, Fan Bingbing, Édgar Ramírez y Sebastian Stan. Insolera interpreta a un personaje llamado "Hacker". Universal Pictures estrenó la película en 2022.

## Vida personal

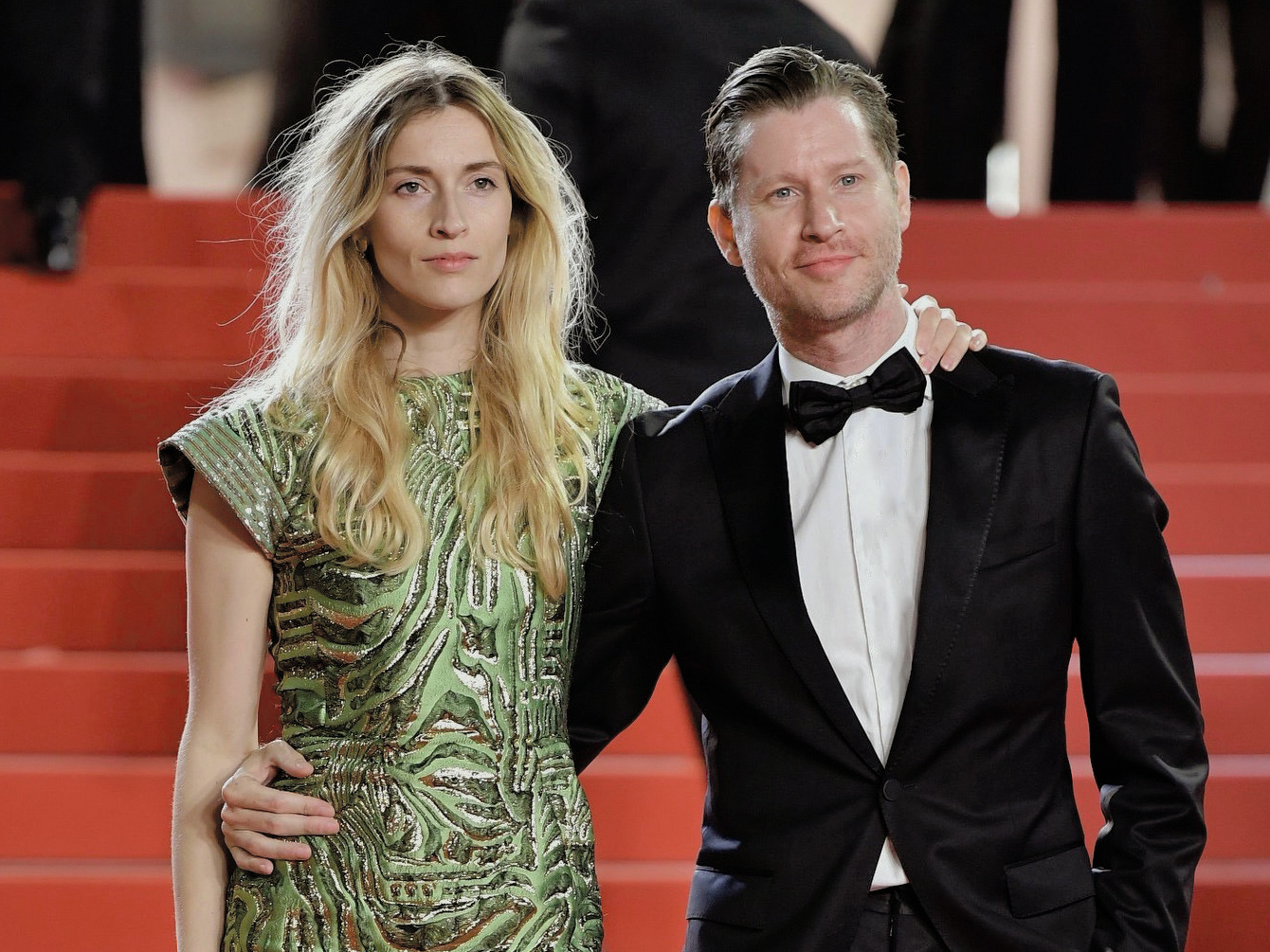
Carola Insolera y Emilio Insolera (2018)

Está en una relación con la modelo noruega Carola Insolera, a quien conoció en Tokio y tiene dos hijas.

## Activismo
Insolera colaboró con LISMedia y Mason Perkins Deafness Fund para la realización de varios recursos de medios en lenguaje de señas. Junto con los investigadores Elena Radutzky y Mauro Mottinelli, Insolera produjo el primer diccionario de lengua de señas italiana en formato de video.

## Filmografía

### Película
| Año  | Título                                     | Papel     | Notas | Ref.   |
| ---- | ------------------------------------------ | --------- | --- | ------ |
| 2017 | Sign Gene: los primeros superhéroes sordos | Tom Clerc | El personaje principal Tom Clerc es un mutante que tiene poderes sobrehumanos mediante el uso del lenguaje de señas y es descendiente de Laurent Clerc . | [ 35 ] |
| 2021 | Agentes 355                                | Hacker    | | [ 36 ] |

### Video musical
(2014) Canción “Flash” escrita por Santa Eva de Maria Eva Albistur. Con la participación de Insolera